# Shahrokh Bayani
Shahrokh Bayani (Tehran, 30 novembre 1960) è un ex calciatore iraniano, di ruolo centrocampista.

## Carriera

### Club
Ha giocato nel campionato iraniano e qatariota.

### Nazionale
Con la maglia della Nazionale ha collezionato 29 presenze e 8 reti, oltre al titolo di capocannoniere dell'edizione del 1984 della Coppa d'Asia.